# Мадрасо, Карлос
Карлос Альберто Мадрасо Бесерра (исп. Carlos Alberto Madrazo Becerra; 7 июля 1915 — 4 июня 1969) — мексиканский реформистский политик.

## Ранние годы
Мадрасо родился на ранчерии Паррилья в штате Табаско в семье Пиокинто Мадрасо Лопеса и школьной учительницы Консепсьона Бесерры. Его детство было отмечено бедностью, но мать научила его преодолевать невзгоды. Он был заядлым учеником, учился в Институте Хосе Н. Ровироса, где его ораторские способности привели к тому, что его выбрали для произнесения речи о Бенито Хуаресе в день рождения героя. Присутствовавшие на мероприятии губернатор Табаско Аусенсио Конрадо Крус и лидер прокальесистской Центральной лиги сопротивления Томас Гарридо Канабаль были впечатлены его красноречием; последний пригласил его выступать с ним по штату, где он стал известен как «молодой трибун».
Мадрасо получил стипендию от штата Табаско и учился в Университете Хуареса, где организовал Конфедерацию студентов-социалистов юго-востока (Confederación de Estudiantes Socialistas del Sureste), также пользовавшийся поддержкой крестьян и рабочих. Кроме того, он писал для газеты Rendición.
Он перебрался в Мехико, чтобы продолжить учебу в Национальной подготовительной школе, а в 1937 году представлял Общество студентов национальной подготовительной школы в качестве его президента на Втором конгрессе мексиканских студентов-социалистов в Уруапане (Мичоакан). В том же году он получил степень юриста в Национальном автономном университете и вступил в Партию мексиканской революции (позже переименованную в Институционно-революционную партию, ИРП), став её президентом с 1938 по 1939 год. Он также возглавлял Конфедерацию мексиканской молодёжи и сотрудничал с Висенте Ломбардо Толедано в Рабочем университете. В 1942 году он был назначен генеральным директором социальных действий федерального округа Мехико, а в 1944 году стал директором Национальной школы архивистов и библиотекарей.

## Политическая карьера
В 1943 году он стал федеральным депутатом от второго избирательного округа Мехико, но как сторонник Хавьера Рохо Гомеса, который стремился сменить президента Мануэля Авилы Камачо, он стал мишенью соперников, которые вовлекли его в схему по раздаче потенциальным мигрантам в США поддельных карт программы Bracero, в результате чего он был заключен в тюрьму.
В 1952 году Мадрасо был назначен начальником юридического отдела Комиссии по сахарному тростнику. В том же году родился его сын Роберто Мадрасо, который будет представлять ИРП на президентских выборах в Мексике в 2006 году. В 1954 году он написал Anécdotas de Personajes Famosos («Анекдоты об известных людях»). От штата Табаско в Мехико он поддержал успешную заявку Адольфо Лопеса Матеоса на пост президента и проводил его избирательную кампанию. Во время визита Лопеса Матеоса в Табаско Мадрасо предлагал увеличить доходы бюджета за счёт развития юго-востока Мексики.
20 апреля 1958 года Мадрасо принял присягу кандидата на пост губернатора Табаско и был избран в 1959 году. Его губернаторство привело к заметным улучшениям, включая прокладку 100 километров дорог, а также открытие сотен школ и больниц. Он также способствовал таким частным разработкам, как заводы по регидратации и пастеризации молока, а также индустриализация промышленности какао в Карденасе.
Президент Густаво Диас Ордас назначил Мадрасо после его губернаторства президентом ИРП, надеясь, что его энергичное, но лояльное руководство успокоит молодую фракцию, не нарушая контроля старой гвардии над партией. Но Мадрасо воспринял своё назначение как мандат на демократизацию партии. Он заменил старых и коррумпированных партийных чиновников динамичными членами нового поколения и попытался провести такие реформы, как предварительные выборы кандидатов в местных ячейках и «Комиссию почета» для расследования и наказания политической коррупции. Эти предложения обнажили фиктивную природу мексиканской «демократии» и нажили ему врагов внутри ИРП, так что в 1965 году он был вынужден уйти в отставку с поста руководства партией.
После освобождения от своих обязанностей он вернулся на должность руководителя национальной библиотечной школы. Он продолжал активно участвовать в ИРП, начав «беспрецедентную кампанию критики правительства».
Карлос А. Мадрасо также поддерживал аграрное движение. В этой борьбе его сопровождала писательница Елена Гарро (бывшая жена лауреата Нобелевской премии по литературе Октавио Паса), которая, в свою очередь, подверглась преследованиям за поддержку политика из Табаско.

## Гибель
В 1969 году он вместе со своей женой Грасиелой Пинтадо погиб в авиакатастрофе самолёта Boeing 727 рейса 704 Mexicana на холме Пико-дель-Фрайле близ Монтеррея (Нуэво-Леон). Всего на борту погибло 79 человек. Вопреки официальной версии, высказывались предположения о возможности политического убийства, учитывая, что свидетели на месте видели и слышали взрыв ещё до того, как самолёт упал на холм. Во время президентства Андреса Мануэля Лопеса Обрадора тот утверждал, что его товарищ Куаутемок Карденас признался ему, что на встрече его отца, экс-президента Ласаро Карденаса, с министром национальной обороны Мексики при Диасе Ордасе генералом Марселино Гарсиа Барраганом, последний сообщил, что и бойня Тлателолько 1968 года, и крушение самолёта с Мадрасо случились по приказу президента.